# Chronologische Entwicklung des humanitären Völkerrechts
Die folgende Zeitleiste stellt einen Überblick über die chronologische Entwicklung des humanitären Völkerrechts dar. Enthalten sind mit Stand vom November 2015 Daten zu wichtigen Abkommen und anderen Dokumenten des humanitären Völkerrechts sowie zu deren Inkrafttreten und zur Zahl der Vertragsstaaten, ebenso wie Angaben zur Gründung von Organisationen und Institutionen, die bei der Entstehung und Durchsetzung des humanitären Völkerrechts von Bedeutung sind oder waren.

## Definition und Einteilung
Das humanitäre Völkerrecht umfasst alle Bestimmungen des Völkerrechts, deren Ziel der Schutz von Menschen, baulichen Einrichtungen sowie der natürlichen Umwelt vor den Auswirkungen der Kampfhandlungen während eines Krieges oder eines bewaffneten Konflikts ist. Es ist ein Teil des Kriegsvölkerrechts und vor allem durch zwischenstaatliche Abkommen festgelegt. Darüber hinaus zählen zum humanitären Völkerrecht aber auch gewohnheitsrechtliche Prinzipien, die durch langjährigen Gebrauch oder als etablierte Normen eines ehrenhaften soldatischen Verhaltens allgemeine Gültigkeit und Akzeptanz erlangt haben.
Das humanitäre Völkerrecht kann aufgrund seiner historischen, inhaltlichen und institutionellen Entwicklung in vier grundlegende Rechtsbereiche eingeteilt werden, die in der Zeitleiste bei den jeweiligen Abkommen durch verschiedene Symbole gekennzeichnet sind:
- – Festlegungen zur Behandlung von Nichtkombattanten (verwundete Soldaten, Kriegsgefangene, Zivilisten)
- – Festlegungen zu zulässigen Mitteln und Methoden der Kriegführung
- – Festlegungen zum Schutz von Kulturgut und anderen Einrichtungen
- – Festlegungen zur strafrechtlichen Verfolgung von Kriegsverbrechen

## Historischer Überblick
Die vier genannten Bereiche lassen sich unterschiedlichen historischen Ereignissen und Epochen zuordnen. So steht die Festlegung von Grundsätzen zur Behandlung von Nichtkombattanten am Anfang der Entstehung des humanitären Völkerrechts und geht zurück auf die Gründung des Internationalen Komitees vom Roten Kreuz (IKRK) im Jahr 1863 sowie den Abschluss der ersten Genfer Konvention ein Jahr später. Die Festlegungen zu zulässigen Mitteln und Methoden der Kriegsführung haben ihren Ausgangspunkt in der Petersburger Erklärung von 1868 sowie in wesentlich größerem Umfang in den Haager Friedenskonferenzen von 1899 und 1907. Diese beiden Bereiche des humanitären Völkerrechts werden aus historischer Sicht, den Orten der Vertragsunterzeichnung entsprechend, zum Teil als „Genfer Recht“ beziehungsweise „Haager Recht“ bezeichnet.
Nach dem Zweiten Weltkrieg und unter Federführung der 1945 gegründeten Vereinten Nationen (UN) entwickelte sich dann der Bereich des Kulturgutschutzes bei bewaffneten Konflikten zu einem eigenständigen Aspekt des humanitären Völkerrechts. Darüber hinaus übernahm die UN auch in den bereits bestehenden Bereichen eine zunehmend stärkere Rolle bei der Weiterentwicklung. Den jüngsten Bereich stellt die strafrechtliche Verfolgung von Kriegsverbrechen dar. Auch wenn die ersten Abkommen in diesem Bereich ebenfalls bereits nach dem Zweiten Weltkrieg abgeschlossen wurden, begann ein wirkungsvoller Ausbau in Form von eigenständigen völkerrechtlichen Organen erst nach 1990 und damit dem Ende des Kalten Krieges.

## Zeitleiste
9. Februar 1863 – Genf

Das Emblem des Internationalen Komitees vom Roten Kreuz

- Gründung des Internationalen Komitees der Hilfsgesellschaften für die Verwundetenpflege
seit 1876: Internationales Komitee vom Roten Kreuz (IKRK)

22. August 1864 – Genf (Diplomatische Konferenz vom 8. August bis 22. August 1864)
- Abschluss der ersten Genfer Konvention (10 Artikel)
„betreffend die Linderung des Loses der im Felddienst verwundeten Militärpersonen“
In Kraft vom 22. Juni 1865 bis 1966; 57 Vertragsparteien
Rechtsbereiche:

20. Oktober 1868 – Genf (Diplomatische Konferenz vom 20. Oktober 1868)
- Annahme der Zusatzartikel zur ersten Genfer Konvention (15 Artikel)
„betreffend die Linderung des Loses der Verwundeten im Kriege“
Mangels Ratifizierung nie in Kraft getreten; eine Vertragspartei (USA 1882)
Von weiteren Staaten teilweise auf freiwilliger Basis respektiert
Rechtsbereiche:

11. Dezember 1868 – Sankt Petersburg (Internationale Militärkommission)
- Verabschiedung der Petersburger Erklärung
„über Verbot von Sprenggranaten mit einem Gewicht von unter 400 Gramm“
In Kraft seit dem 11. Dezember 1868; 20 Vertragsparteien
Rechtsbereiche:

27. August 1874 – Brüssel (Konferenz vom 27. Juli bis zum 27. August 1874)
- Annahme der Brüsseler Deklaration (56 Artikel)
„über die Gesetze und Gebräuche des Krieges“
Mangels Ratifizierung nie in Kraft getreten
Rechtsbereiche:

9. September 1880 – Oxford (Sechste Sitzung des Institut de Droit international)
- Annahme des „Manuel des lois de la guerre sur terre“ („Die Regeln des Landkrieges“) (86 Artikel)
Vorgesehen als Vorlage für nationale Gesetze
Rechtsbereiche:

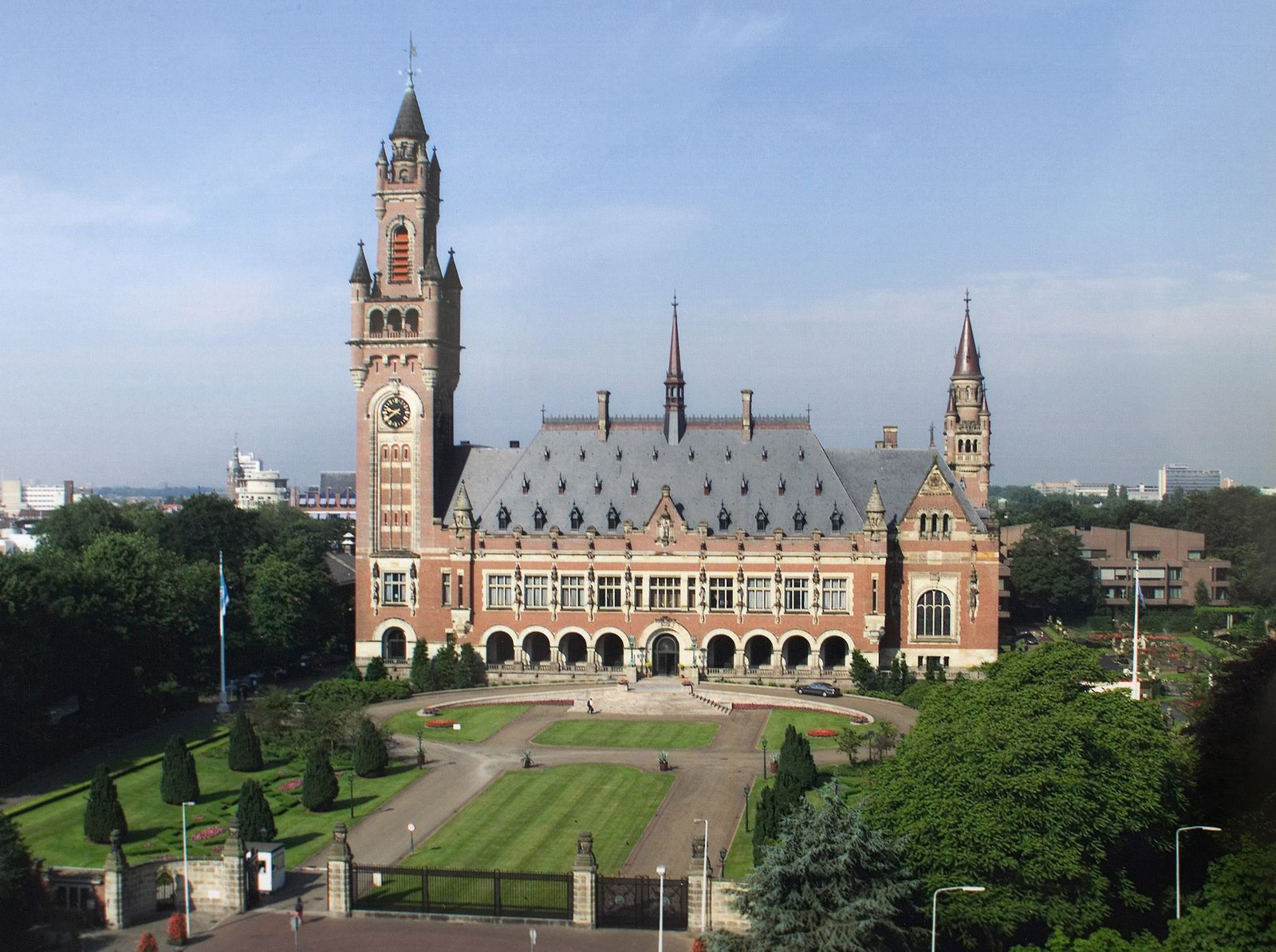
Der Friedenspalast in Den Haag

29. Juli 1899 – Den Haag (Erste Internationale Friedenskonferenz vom 18. Mai bis 29. Juli 1899)
- Abschluss der Haager Konvention II (5 Artikel)
„betreffend die Gesetze und Gebräuche des Landkriegs“
mit Haager Landkriegsordnung (60 Artikel) als Anlage
In Kraft seit dem 4. September 1900; 51 Vertragsparteien
Rechtsbereiche:
- Abschluss der Haager Konvention III (14 Artikel)
„betreffend die Anwendung der Grundsätze der Genfer Konvention vom 22. August 1864 auf den Seekrieg“
In Kraft vom 4. September 1900 bis 1910; 49 Vertragsparteien
Rechtsbereiche:

6. Juli 1906 – Genf (Konferenz zur Revision der Genfer Konvention von 1864 vom 11. Juni bis 6. Juli 1906)
- Überarbeitung der ersten Genfer Konvention (33 Artikel)
„zur Verbesserung des Loses der Verwundeten und Kranken der bewaffneten Kräfte im Felde“
In Kraft vom 9. August 1907 bis 1970; 52 Vertragsparteien
Rechtsbereiche:

18. Oktober 1907 – Den Haag (Zweite Internationale Friedenskonferenz vom 15. Juni bis 18. Oktober 1907)
- Abschluss der Haager Konvention IV (9 Artikel)
„betreffend die Gesetze und Gebräuche des Landkriegs“
mit Haager Landkriegsordnung (56 Artikel) als Anlage
In Kraft seit dem 26. Januar 1910; 38 Vertragsparteien
Rechtsbereiche:
- Abschluss der Haager Konvention X (28 Artikel)
„betreffend die Anwendung der Grundsätze des Genfer Abkommens auf den Seekrieg“
In Kraft vom 26. Januar 1910 bis 1949; 33 Vertragsparteien
Rechtsbereiche:

9. August 1913 – Oxford (27. Sitzung des Institut de Droit international)
- Annahme des „Manuel des lois de la guerre maritime“ („Die Regeln des Seekrieges“) (116 Artikel und ein Zusatzartikel)
Vorgesehen als Vorlage für nationale Gesetze
Rechtsbereiche:

17. Juni 1925 – Genf (Konferenz zur Überwachung des Internationalen Waffenhandels vom 4. Mai bis 17. Juni 1925)
- Annahme des Genfer Protokolls
„über das Verbot der Verwendung von erstickenden, giftigen oder ähnlichen Gasen sowie von bakteriologischen Mitteln im Kriege“
In Kraft seit dem 8. Februar 1928; 137 Vertragsparteien
Rechtsbereiche:

27. Juli 1929 – Genf (Diplomatische Konferenz vom 1. Juli bis 27. Juli 1929)
- Erneute Überarbeitung der ersten Genfer Konvention (39 Artikel)
„zur Verbesserung des Loses der Verwundeten und Kranken der bewaffneten Kräfte im Felde“
In Kraft vom 19. Juni 1931 bis 1950; 60 Vertragsparteien
Rechtsbereiche:
- Abschluss der zweiten Genfer Konvention (97 Artikel)
„über die Behandlung von Kriegsgefangenen“
In Kraft vom 19. Juni 1931 bis 1950; 53 Vertragsparteien
Rechtsbereiche:

15. April 1935 – Washington
- Unterzeichnung des Roerich-Pakts (acht Artikel und ein Anhang)
„über den Schutz künstlerischer und wissenschaftlicher Einrichtungen und geschichtlicher Denkmäler“
In Kraft seit dem 26. August 1935; zehn Vertragsparteien
Rechtsbereiche:

26. Juni 1945 – San Francisco

Die Flagge der Vereinten Nationen

- Unterzeichnung der Charta der Vereinten Nationen (UN) und damit Gründung der UN
In Kraft seit dem 24. Oktober 1945; 193 Mitgliedsländer

8. August 1945 – London (Londoner Konferenz vom 26. Juni bis zum 8. August 1945)
- Annahme des Statuts des Internationalen Militärgerichtshofs als Bestandteil des Londoner Viermächte-Abkommens
„über die Verfolgung und Bestrafung der Hauptkriegsverbrecher der Europäischen Achse“
Rechtsbereiche:

9. Dezember 1948 – New York (Vollversammlung der Vereinten Nationen)
- Abschluss der Völkermord-Konvention (19 Artikel)
„über die Verhütung und Bestrafung des Völkermordes“
In Kraft seit dem 12. Januar 1951; 146 Vertragsparteien
Rechtsbereiche:

12. August 1949 – Genf (Diplomatische Konferenz vom 21. April bis 12. August 1949)
- Neufassung der ersten Genfer Konvention als Genfer Abkommen I (64 Artikel und 13 Zusatzartikel)
„zur Verbesserung des Loses der Verwundeten und Kranken der bewaffneten Kräfte im Felde“
In Kraft seit dem 21. Oktober 1950; 196 Vertragsparteien
Rechtsbereiche:
- Abschluss des Genfer Abkommens II (63 Artikel)
„zur Verbesserung des Loses der Verwundeten, Kranken und Schiffbrüchigen der bewaffneten Kräfte zur See“
In Kraft seit dem 21. Oktober 1950; 196 Vertragsparteien
Rechtsbereiche:
- Neufassung der zweiten Genfer Konvention als Genfer Abkommen III (143 Artikel und 23 Zusatzartikel)
„über die Behandlung der Kriegsgefangenen“
In Kraft seit dem 21. Oktober 1950; 196 Vertragsparteien
Rechtsbereiche:
- Abschluss des Genfer Abkommens IV (159 Artikel und 21 Zusatzartikel)
„über den Schutz von Zivilpersonen in Kriegszeiten“
In Kraft seit dem 21. Oktober 1950; 196 Vertragsparteien
Rechtsbereiche:

Das Schutzzeichen der Haager Konvention von 1954 für Kulturgut unter Sonderschutz

14. Mai 1954 – Den Haag (Haager Konferenz vom 21. April bis 14. Mai 1954)
- Abschluss der Haager Konvention (40 Artikel und 21 Zusatzartikel)
„zum Schutz von Kulturgut bei bewaffneten Konflikten“
In Kraft seit dem 7. August 1956; 126 Vertragsparteien
Rechtsbereiche:
- Annahme des ersten Protokolls zur Haager Konvention vom 14. Mai 1954 (15 Artikel)
„zum Schutz von Kulturgut bei bewaffneten Konflikten“
In Kraft seit dem 7. August 1956; 103 Vertragsparteien
Rechtsbereiche:

26. November 1968 – New York (Vollversammlung der Vereinten Nationen)
- Abschluss der Konvention (11 Artikel)
„über die Nichtanwendbarkeit der Verjährungsfrist auf Kriegsverbrechen und Verbrechen gegen die Menschlichkeit“
In Kraft seit dem 11. November 1970; 55 Vertragsparteien
Rechtsbereiche:

16. Dezember 1971 – New York (Vollversammlung der Vereinten Nationen)
- Abschluss der Biowaffenkonvention (15 Artikel)
„über das Verbot der Entwicklung, Herstellung und Lagerung bakteriologischer (biologischer) Waffen und Toxinwaffen sowie über die Vernichtung solcher Waffen“
In Kraft seit dem 26. März 1975; 173 Vertragsparteien
Rechtsbereiche:

10. Dezember 1976 – New York (Vollversammlung der Vereinten Nationen)
- Abschluss der ENMOD-Konvention (10 Artikel)
„über das Verbot der militärischen oder einer sonstigen feindseligen Nutzung umweltverändernder Techniken“
In Kraft seit dem 5. Oktober 1978; 77 Vertragsparteien
Rechtsbereiche:

8. Juni 1977 – Genf (Diplomatische Konferenz vom 20. Februar 1974 bis 10. Juni 1977)
- Annahme des Zusatzprotokolls I zu den Genfer Abkommen vom 12. August 1949 (102 Artikel und 17 Zusatzartikel)
„über den Schutz der Opfer internationaler bewaffneter Konflikte“
In Kraft seit dem 7. Dezember 1978; 174 Vertragsparteien
Rechtsbereiche:
- Annahme des Zusatzprotokolls II zu den Genfer Abkommen vom 12. August 1949 (28 Artikel)
„über den Schutz der Opfer nicht internationaler bewaffneter Konflikte“
In Kraft seit dem 7. Dezember 1978; 168 Vertragsparteien
Rechtsbereiche:

10. Oktober 1980 – Genf (Konferenz der Vereinten Nationen 1979/1980)
- Abschluss der Konvention (11 Artikel)
„über das Verbot oder die Beschränkung des Einsatzes bestimmter konventioneller Waffen, die übermässige Leiden verursachen oder unterschiedslos wirken können“
In Kraft seit dem 2. Dezember 1983; 121 Vertragsparteien
Rechtsbereiche:

8. Juli 1992 (Sitzung der Internationalen humanitären Ermittlungskommission)
- Annahme von Regeln zur Arbeit der Kommission und damit Etablierung der Internationalen humanitären Ermittlungskommission als ständiges Organ entsprechend Artikel 90 des Zusatzprotokolls I zu den Genfer Abkommen vom 12. August 1949
Bisher Anerkennung der Kommission durch 76 Staaten

13. Januar 1993 – Paris (Abrüstungskonferenz und Vollversammlung der Vereinten Nationen)
- Abschluss der Chemiewaffenkonvention (24 Artikel)
„über das Verbot der Entwicklung, Herstellung, Lagerung und des Einsatzes chemischer Waffen und über die Vernichtung solcher Waffen“
In Kraft seit dem 29. April 1997; 192 Vertragsparteien
Rechtsbereiche:

18. September 1997 – Oslo (Diplomatische Konferenz vom 1. bis 18. September 1997)
- Abschluss der Ottawa-Konvention (22 Artikel)
„über das Verbot des Einsatzes, der Lagerung, der Herstellung und der Weitergabe von Antipersonenminen und über deren Vernichtung“
In Kraft seit dem 1. März 1999; 162 Vertragsparteien
Rechtsbereiche:

Das Emblem des Internationalen Strafgerichtshofes

17. Juli 1998 – Rom (Diplomatische Konferenz vom 15. Juli bis 17. Juli 1998)
- Annahme des Rom-Statutes (128 Artikel) „für den Internationalen Strafgerichtshof“
In Kraft seit dem 1. Juli 2002; 123 Vertragsparteien
Rechtsbereiche:

26. März 1999 – Den Haag (Diplomatische Konferenz vom 15. März bis 26. März 1999)
- Annahme des zweiten Protokolls zur Haager Konvention vom 14. Mai 1954 (47 Artikel)
„zum Schutz von Kulturgut bei bewaffneten Konflikten“
In Kraft seit dem 9. März 2004; 68 Vertragsparteien
Rechtsbereiche:

11. März 2003 – Den Haag
- Vereidigung der ersten 18 Richter des Internationalen Strafgerichtshofs

8. Dezember 2005 – Genf (Diplomatische Konferenz vom 5. bis 7. Dezember 2005)
- Annahme des Zusatzprotokolls III zu den Genfer Abkommen vom 12. August 1949 (17 Artikel und 2 Zusatzartikel)
„über die Annahme eines zusätzlichen Schutzzeichens“
In Kraft seit dem 14. Januar 2007; 72 Vertragsparteien
Rechtsbereiche:

30. Mai 2008 – Dublin (Diplomatische Konferenz vom 18. bis 30. Mai 2008)
- Annahme des Übereinkommens über Streumunition (23 Artikel)
In Kraft seit dem 1. August 2010; 98 Vertragsparteien
Rechtsbereiche: